# Monroe (Iowa)
Monroe – miasto w Stanach Zjednoczonych, w stanie Iowa, w hrabstwieJasper. W 2000 roku liczyło 1 808 mieszkańców.